# Boston-Marathon

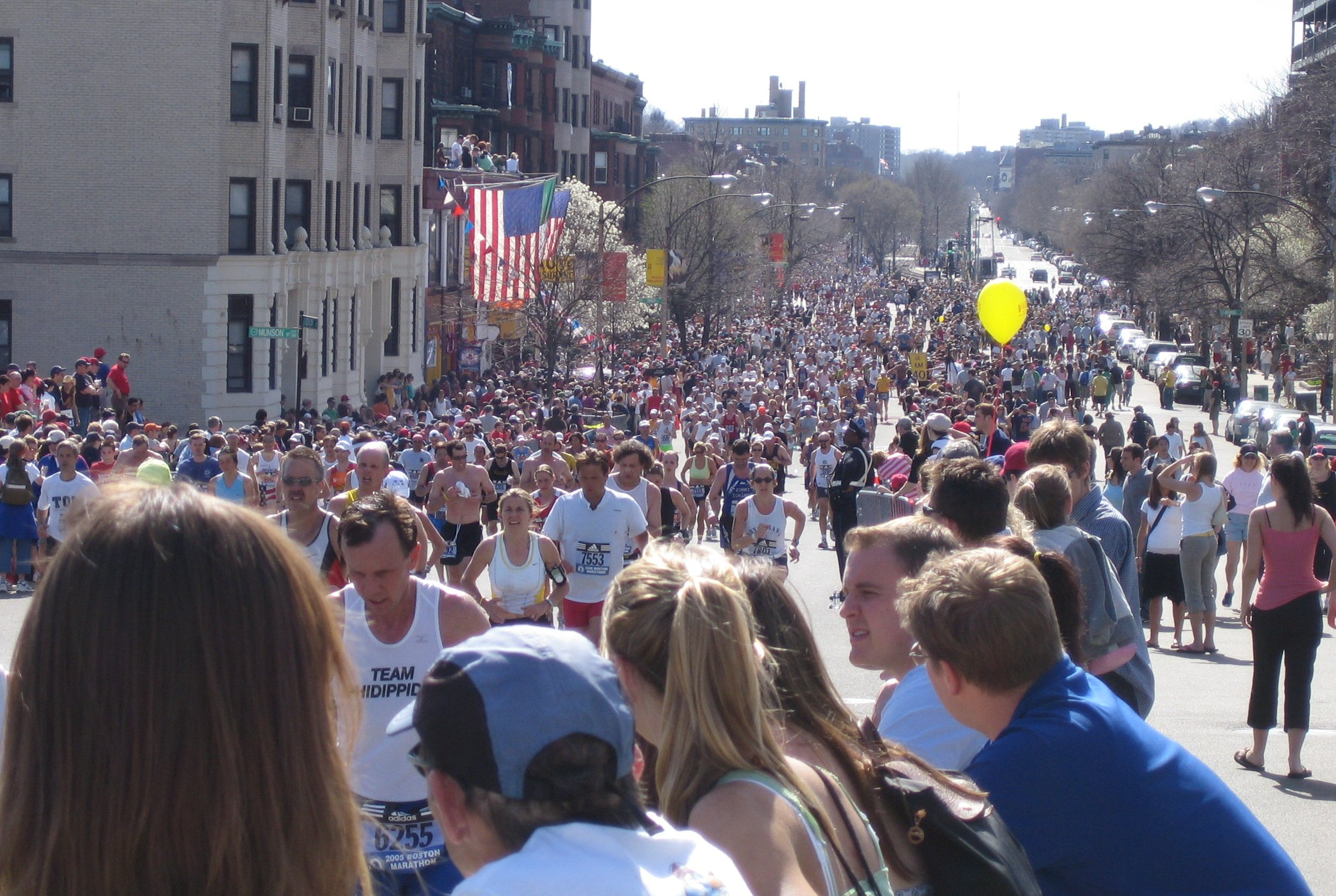
Boston-Marathon 2005

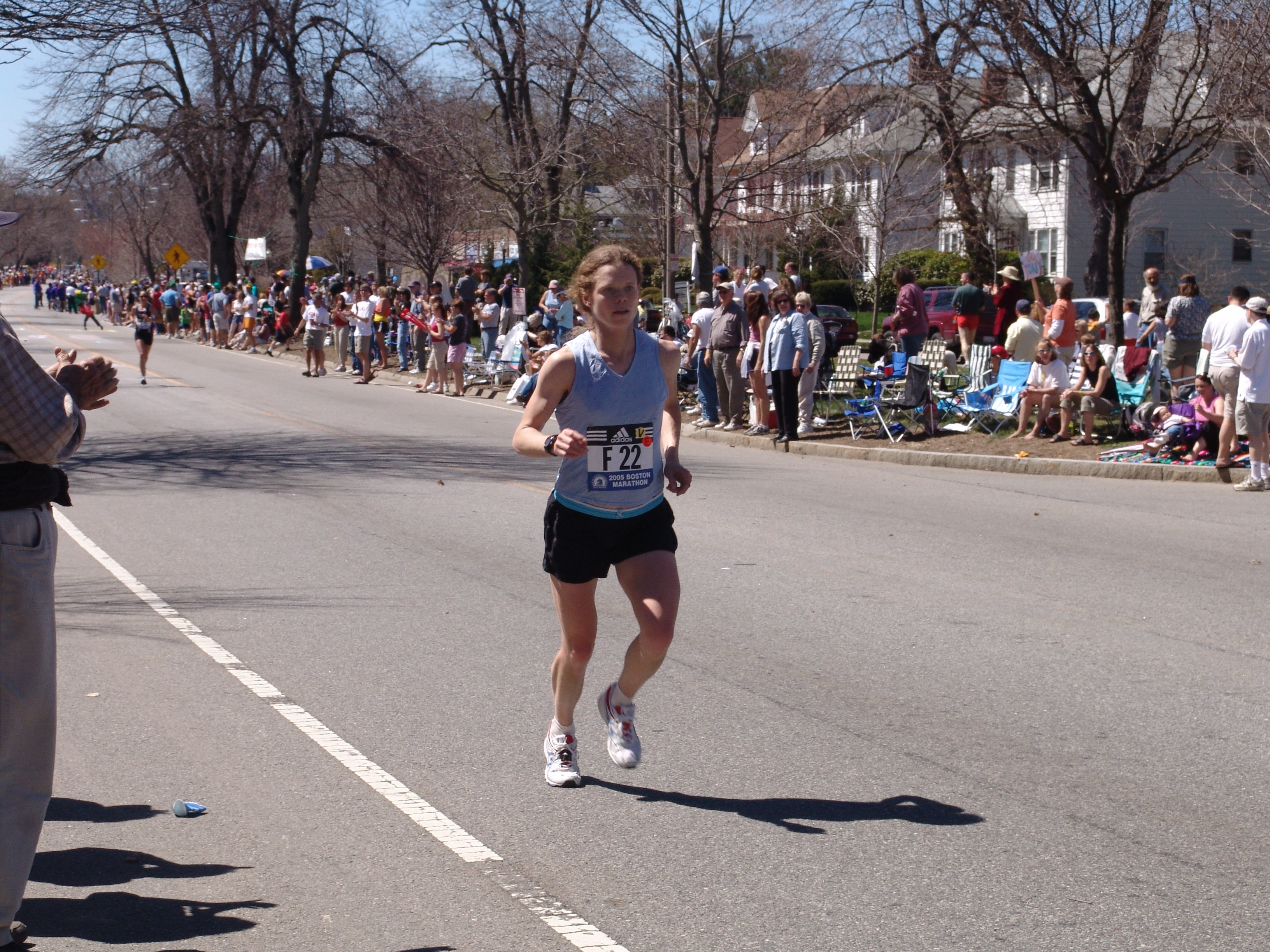
Der „Heartbreak Hill“ bei km 32

Der Boston-Marathon ist der Marathonlauf mit der längsten Tradition nach den Olympischen Spielen. Er findet jährlich am Patriots’ Day, dem dritten Montag im April, im US-Staat Massachusetts mit Start in Hopkinton und Ziel in Boston statt.
Der für den 24. April geplante Boston-Marathon 2020 wurde im Rahmen der Ausbreitung der COVID-19-Pandemie Mitte März zunächst auf den 14. September des Jahres verschoben, am 28. Mai aber abgesagt, und fiel in seiner 124-jährigen Geschichte erstmals aus. Wegen der anhaltenden Pandemie wurde 2021 zum zweiten Mal vom traditionellen Montagstermin im April abgerückt. Der 125. Boston-Marathon fand am 11. Oktober 2021 statt.

## Geschichte
Der erste Lauf fand hier am 19. April 1897, etwa ein Jahr nach dem Marathon bei den Olympischen Spielen 1896 in Griechenland, statt.
In den Anfangsjahren wurde der Boston-Marathon auch genutzt, um medizinische Erkenntnisse über die Auswirkungen sportlicher Belastung auf den menschlichen Körper zu gewinnen. In den Jahren 1901–1902 fand man z. B. heraus:

„Die Häufigkeit der Pulsschläge zeigte nach dem Lauf stets eine Steigerung, die jedoch oft überraschend gering war, am geringsten begreiflicherweise an den bestgeübten Teilnehmern. Es wurden zwischen 82 und 180 Pulsschläge in der Minute gezählt, eine Unregelmäßigkeit des Pulses war nicht selten. […] Die Teilnehmer an dem Wettlauf verloren von drei bis sechs Pfund an Gewicht. Die Temperatur, im Munde gemessen, war zuweilen gesteigert, oft ganz normal, selten erniedrigt. Im Darm gemessen, zeigte die Temperatur immer eine Steigerung. Die Verschiedenheit der Temperatur im Munde wird dadurch erklärt, daß bei starker körperlicher Anstrengung stets die Mundatmung teilweise oder ganz an Stelle der Nasenatmung tritt. Der Unterschied zwischen der Temperatur im Mund und Darm betrug oft volle 7 Grad. Wichtig ist die Ermittlung, daß die Zahl der weißen Blutkörperchen nach dem Lauf stets gestiegen war; sie belief sich auf 14.200 bis 27.700 im Kubikzentimeter. Die Vermehrung der weißen Blutkörperchen oder Leukocytose, wie die Fachmänner sagen, war nicht von der Art, wie sie gewöhnlich bei der Verdauung, nach mäßiger Anstrengung, kalten Bädern oder Massage eintritt, sondern von der Form, wie sie bei Entzündungen erfolgt. Vor dem Wettlauf zeigte sich das Herz bei allen Teilnehmern erweitert, hauptsächlich ohne Zweifel schon als Ergebnis des Trainierens. Nach Beendigung des Wettlaufs war noch eine Herzerweiterung um einen schwachen Betrag vermehrt nachweisbar.“

Am 14. Boston-Marathon im Jahre 1909 nahmen 182 Läufer teil. Sieger wurde der Frankokanadier Henri Renauld mit einer Zeit von 2:53:37.
1946 gewann der Zyprer Stylianos Kyriakides, der für das kriegsgebeutelte Griechenland Gelder sammelte. Zu seinem Gedenken stiftete New Balance 2004 ein Denkmal.
Beim ersten Lauf im Jahr 1897 waren 15 Athleten am Start.
Heute ist die Teilnehmerzahl begrenzt. Der Boston-Marathon erlaubt keine freie Anmeldung ohne Voraussetzungen und ist damit eine Ausnahme unter den großen Marathonläufen. Er benutzt seit 1970 ein Qualifikationssystem. Die Qualifikationsstandards wurden seither mehrfach geändert. Aktuell (Stand Lauf 2020) müssen Männer zwischen 3:00 h und 4:50 h (je nach Altersklasse) und Frauen zwischen 3:30 Stunden und 5:20 h aus einem maximal 18 Monate zurückliegenden Lauf vorweisen. Es werden maximal 24.000 Läufer zugelassen. Überschreitet die Zahl der qualifizierten Anmeldungen dieses Limit, werden schnellere Läufer bevorzugt. Es gibt einige tausend Startplätze, die anderweitig vergeben werden. Diese gehen an Sponsoren und die umliegenden Kommunen sowie an wohltätige Organisationen, die Startplätze an Läufer vergeben, die erhebliche finanzielle Beiträge (häufig deutlich mehr als 5000 US-Dollar) für den jeweiligen Zweck eingesammelt oder selbst bezahlt haben. Die Qualifikationszeiten lagen früher höher. Bei dem Lauf im Jahr 2014 waren es noch 3:05 h für Männer bis zur Altersklasse bis zu 35 Jahren, für Frauen der gleichen Altersklasse bei 3:35 h. 2007 waren die Standards noch etwas weiter gefasst mit jeweils knapp sechs Minuten mehr für die jüngste Altersklasse.
Der Lauf hält den Rekord für die meisten Austragungen, da er seit 1897 ohne Unterbrechung jedes Jahr stattfindet. Allerdings wurde er im Jahr 1918 bedingt durch den Ersten Weltkrieg nur als Staffellauf zwischen den Mannschaften verschiedener Armeebasen ausgetragen.
Ursprünglich war das Rennen Männern vorbehalten, und erst 1966 nahm Roberta Gibb als erste Frau beim Boston-Marathon teil – inoffiziell und ohne Startnummer. 1967 nahm Kathrine Switzer als erste Frau mit Startnummer teil – sie hatte sich als „K. V. Switzer“ angemeldet und keinen Hinweis auf ihr Geschlecht gegeben. Während des Rennens versuchte Renndirektor Jock Semple vergeblich, sie mit Gewalt von der Strecke zu entfernen. Erst 1972 durften Frauen offiziell teilnehmen. Alle acht gestarteten Läuferinnen, unter ihnen Switzer, erreichten das Ziel. Es gewann Nina Kuscsik.
Die bekannteste Sportlerin aus deutscher Sicht, die am Boston-Marathon teilgenommen hat, ist Uta Pippig. Sie war die erste Frau, die den Lauf dreimal in Folge (1994, 1995, 1996) gewann. Zuvor waren bereits die bundesdeutschen Läuferinnen Liane Winter (1975) und Charlotte Teske (1982) siegreich gewesen. Der einzige deutsche Mann, der das Rennen für sich entschied, war Paul de Bruyn 1932. Herbert Steffny gewann 1996 in der Masterswertung (Läufer über 40 Jahre).
Seit 2006 gehört der Boston-Marathon mit seinen inzwischen 20.000 Marathonläufern zu den World Marathon Majors.
Am Vortag des Boston-Marathons 2008 fand innerhalb Bostons auf einem Rundenkurs das Ausscheidungsrennen des US-Leichtathletikverbandes für die Olympischen Spiele 2008 statt. Die Fahrkarten nach Peking sicherten sich Deena Kastor, Magdalena Lewy-Boulet und Blake Russell.
Beim Marathonlauf am 15. April 2013 wurden zwei Bombenanschläge verübt. Dabei wurden drei Menschen getötet und über 260 Personen teilweise schwer verletzt.
Wegen der COVID-19-Pandemie in den Vereinigten Staaten wurde der Boston-Marathon 2020 erstmals abgesagt. Das Rennen fand stattdessen virtuell statt (s. Weblinks). Aufgrund der anhaltenden Pandemie wurde 2021 zum zweiten Mal vom traditionellen Montagstermin im April abgerückt.

## Statistik

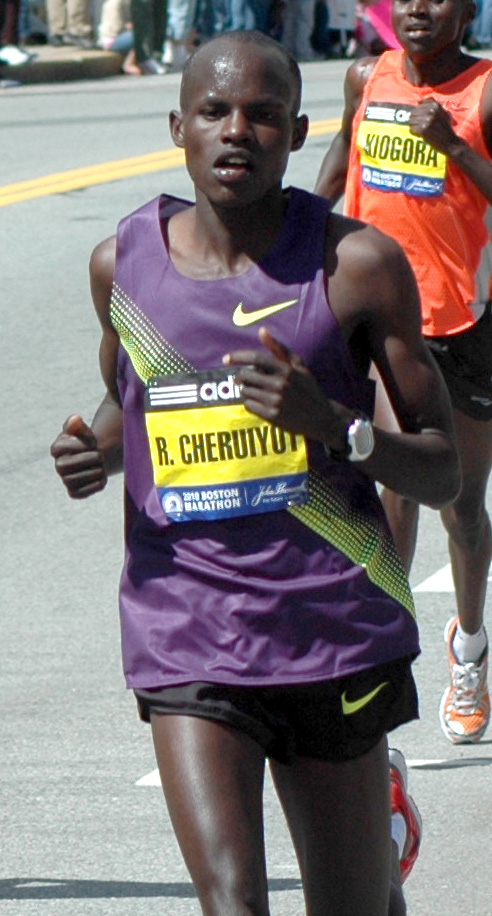
Robert Kiprono Cheruiyot 2010

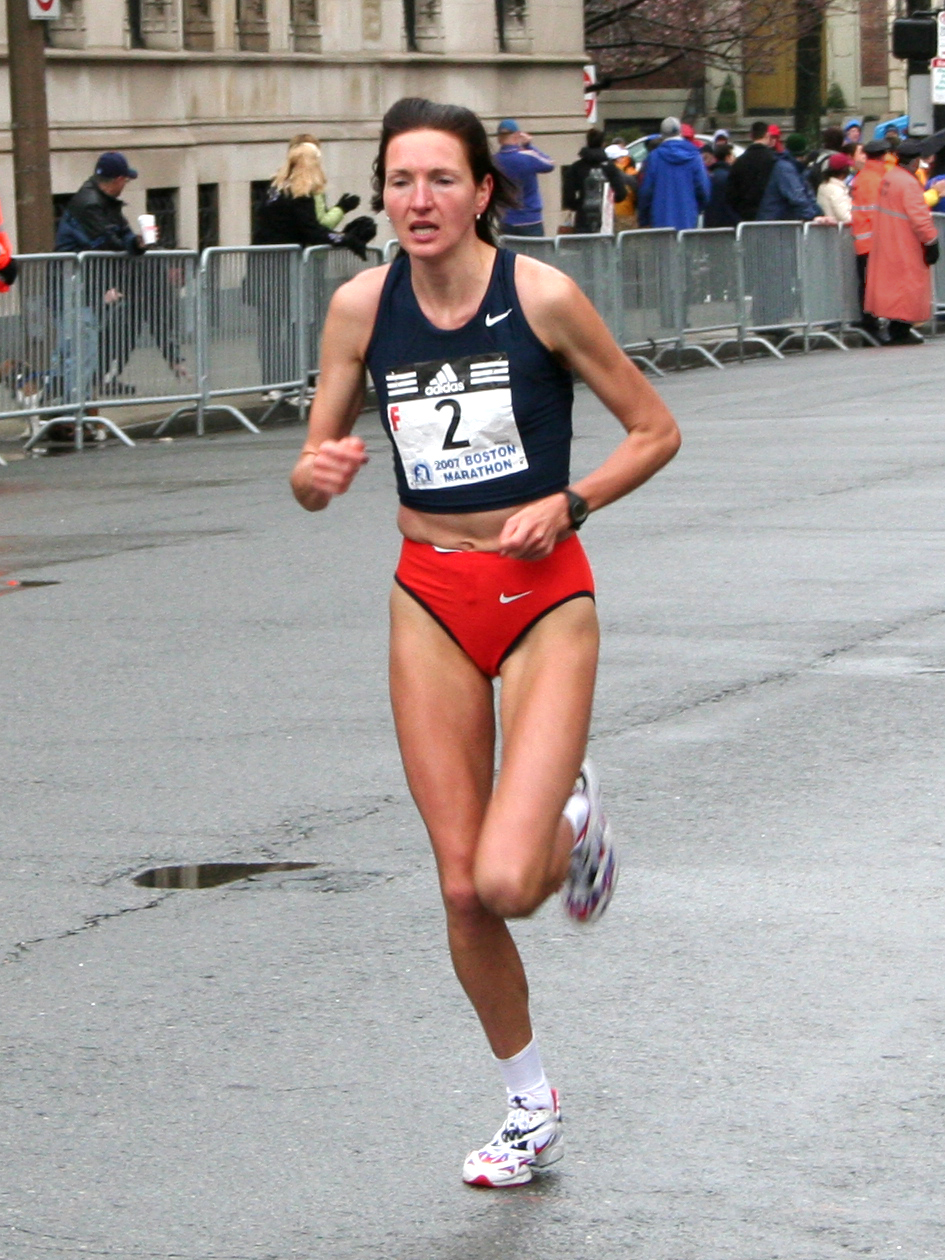
Jeļena Prokopčuka beim Boston Marathon, 2007

### Streckenrekorde
- Männer: 2:03:02 h, Geoffrey Kiprono Mutai (KEN), 2011
- Frauen: 2:19:59 h, Bizunesh Deba (ETH), 2014

Die Zeit von Mutai wurde nicht als Marathon-Weltrekord anerkannt, da die Strecke ein Nettogefälle von 140 Metern aufweist; toleriert werden nach dem Reglement 42 Meter Höhenunterschied. Der Streckenrekord der Frauen wird seit 2014 von Deba gehalten, da Jeptoos Sieg und Streckenrekord in diesem Rennen wegen Dopings aberkannt wurden.
Damit rangiert der Boston-Marathon, mit 4:23:01 h, auf der Liste der schnellsten Marathonveranstaltungen (ermittelt durch Addition der Streckenrekorde) auf Platz 13 weltweit.

### Siegerliste
Quellen: Website des Veranstalters, ARRS und coolrunning.com
| Datum         | Männer                               | Nation                               | Zeit                                 | Frauen                               | Nation                               | Zeit                                 |
| ------------- | ------------------------------------ | ------------------------------------ | ------------------------------------ | ------------------------------------ | ------------------------------------ | ------------------------------------ |
| 21. Apr. 2025 | John Korir                           | Kenia                                | 2:04:45                              | Sharon Lokedi                        | Kenia                                | 2:17:22                              |
| 15. Apr. 2024 | Sisay Lemma                          | Äthiopien                            | 2:06:17                              | Hellen Obiri -2-                     | Kenia                                | 2:22:37                              |
| 17. Apr. 2023 | Evans Chebet -2-                     | Kenia                                | 2:05:54                              | Hellen Obiri                         | Kenia                                | 2:21:38                              |
| 18. Apr. 2022 | Evans Chebet                         | Kenia                                | 2:06:51                              | Peres Jepchirchir                    | Kenia                                | 2:21:01                              |
| 11. Okt. 2021 | Benson Kipruto                       | Kenia                                | 2:09:51                              | Diana Kipyokei                       | Kenia                                | 2:24:45                              |
| 20. Apr. 2020 | wegen der COVID-19-Pandemie abgesagt | wegen der COVID-19-Pandemie abgesagt | wegen der COVID-19-Pandemie abgesagt | wegen der COVID-19-Pandemie abgesagt | wegen der COVID-19-Pandemie abgesagt | wegen der COVID-19-Pandemie abgesagt |
| 15. Apr. 2019 | Lawrence Cherono                     | Kenia                                | 2:07:57                              | Worknesh Degefa                      | Äthiopien                            | 2:23:31                              |
| 16. Apr. 2018 | Yūki Kawauchi                        | Japan                                | 2:15:58                              | Desiree Linden                       | Vereinigte Staaten                   | 2:39:54                              |
| 17. Apr. 2017 | Geoffrey Kirui                       | Kenia                                | 2:09:37                              | Edna Kiplagat                        | Kenia                                | 2:21:52                              |
| 18. Apr. 2016 | Lemi Berhanu                         | Äthiopien                            | 2:12:45                              | Atsede Baysa                         | Äthiopien                            | 2:29:19                              |
| 20. Apr. 2015 | Lelisa Desisa -2-                    | Äthiopien                            | 2:09:17                              | Caroline Rotich                      | Kenia                                | 2:24:55                              |
| 21. Apr. 2014 | Meb Keflezighi                       | Vereinigte Staaten                   | 2:08:37                              | Bizunesh Deba                        | Äthiopien                            | 2:19:59                              |
| 15. Apr. 2013 | Lelisa Desisa                        | Äthiopien                            | 2:10:22                              | Rita Jeptoo Sitienei -2-             | Kenia                                | 2:26:25                              |
| 16. Apr. 2012 | Wesley Korir                         | Kenia                                | 2:12:40                              | Sharon Jemutai Cherop                | Kenia                                | 2:31:50                              |
| 18. Apr. 2011 | Geoffrey Kiprono Mutai               | Kenia                                | 2:03:02                              | Caroline Cheptanui Kilel             | Kenia                                | 2:22:36                              |
| 19. Apr. 2010 | Robert Kiprono Cheruiyot             | Kenia                                | 2:05:52                              | Teyba Erkesso                        | Äthiopien                            | 2:26:11                              |
| 20. Apr. 2009 | Deriba Merga                         | Äthiopien                            | 2:08:42                              | Salina Jebet Kosgei                  | Kenia                                | 2:32:16                              |
| 21. Apr. 2008 | Robert Kipkoech Cheruiyot -4-        | Kenia                                | 2:07:46                              | Dire Tune                            | Äthiopien                            | 2:25:25                              |
| 16. Apr. 2007 | Robert Kipkoech Cheruiyot -3-        | Kenia                                | 2:14:13                              | Lidija Grigorjewa                    | Russland                             | 2:29:18                              |
| 17. Apr. 2006 | Robert Kipkoech Cheruiyot -2-        | Kenia                                | 2:07:14                              | Rita Jeptoo Sitienei                 | Kenia                                | 2:23:38                              |
| 18. Apr. 2005 | Hailu Negussie                       | Äthiopien                            | 2:11:45                              | Catherine Ndereba -4-                | Kenia                                | 2:25:13                              |
| 19. Apr. 2004 | Timothy Cherigat                     | Kenia                                | 2:10:37                              | Catherine Ndereba -3-                | Kenia                                | 2:24:27                              |
| 21. Apr. 2003 | Robert Kipkoech Cheruiyot            | Kenia                                | 2:10:11                              | Swetlana Sacharowa                   | Russland                             | 2:25:20                              |
| 15. Apr. 2002 | Rodgers Rop                          | Kenia                                | 2:09:02                              | Margaret Okayo                       | Kenia                                | 2:20:43                              |
| 16. Apr. 2001 | Lee Bong-ju                          | Südkorea                             | 2:09:43                              | Catherine Ndereba -2-                | Kenia                                | 2:23:53                              |
| 17. Apr. 2000 | Elijah Lagat                         | Kenia                                | 2:09:47                              | Catherine Ndereba                    | Kenia                                | 2:26:11                              |
| 19. Apr. 1999 | Joseph Chebet                        | Kenia                                | 2:09:52                              | Fatuma Roba -3-                      | Äthiopien                            | 2:23:25                              |
| 20. Apr. 1998 | Moses Tanui -2-                      | Kenia                                | 2:07:34                              | Fatuma Roba-2-                       | Äthiopien                            | 2:23:21                              |
| 21. Apr. 1997 | Lameck Aguta                         | Kenia                                | 2:10:34                              | Fatuma Roba                          | Äthiopien                            | 2:26:23                              |
| 15. Apr. 1996 | Moses Tanui                          | Kenia                                | 2:09:15                              | Uta Pippig -3-                       | Deutschland                          | 2:27:12                              |
| 17. Apr. 1995 | Cosmas Ndeti -3-                     | Kenia                                | 2:09:22                              | Uta Pippig -2-                       | Deutschland                          | 2:25:11                              |
| 18. Apr. 1994 | Cosmas Ndeti -2-                     | Kenia                                | 2:07:15                              | Uta Pippig                           | Deutschland                          | 2:21:45                              |
| 19. Apr. 1993 | Cosmas Ndeti                         | Kenia                                | 2:09:33                              | Olga Markowa -2-                     | Russland                             | 2:25:27                              |
| 20. Apr. 1992 | Ibrahim Hussein -3-                  | Kenia                                | 2:08:14                              | Olga Markowa                         | Russland                             | 2:23:43                              |
| 15. Apr. 1991 | Ibrahim Hussein -2-                  | Kenia                                | 2:11:06                              | Wanda Panfil                         | Polen                                | 2:24:18                              |
| 16. Apr. 1990 | Gelindo Bordin                       | Italien                              | 2:08:19                              | Rosa Mota -3-                        | Portugal                             | 2:25:24                              |
| 17. Apr. 1989 | Abebe Mekonnen                       | Äthiopien                            | 2:09:06                              | Ingrid Kristiansen -2-               | Norwegen                             | 2:24:33                              |
| 18. Apr. 1988 | Ibrahim Hussein                      | Kenia                                | 2:08:43                              | Rosa Mota -2-                        | Portugal                             | 2:24:30                              |
| 20. Apr. 1987 | Toshihiko Seko -2-                   | Japan                                | 2:11:50                              | Rosa Mota                            | Portugal                             | 2:25:21                              |
| 21. Apr. 1986 | Robert de Castella                   | Australien                           | 2:07:51                              | Ingrid Kristiansen                   | Norwegen                             | 2:24:55                              |
| 15. Apr. 1985 | Geoff Smith -2-                      | Vereinigtes Königreich               | 2:14:05                              | Lisa Weidenbach                      | Vereinigte Staaten                   | 2:34:06                              |
| 16. Apr. 1984 | Geoff Smith                          | Vereinigtes Königreich               | 2:10:34                              | Lorraine Moller                      | Neuseeland                           | 2:29:28                              |
| 18. Apr. 1983 | Greg Meyer                           | Vereinigte Staaten                   | 2:09:00                              | Joan Benoit -2-                      | Vereinigte Staaten                   | 2:22:43                              |
| 19. Apr. 1982 | Alberto Salazar                      | Vereinigte Staaten                   | 2:08:52                              | Charlotte Teske                      | Deutschland                          | 2:29:33                              |
| 20. Apr. 1981 | Toshihiko Seko                       | Japan                                | 2:09:26                              | Allison Roe                          | Neuseeland                           | 2:26:46                              |
| 21. Apr. 1980 | Bill Rodgers -4-                     | Vereinigte Staaten                   | 2:12:11                              | Jacqueline Gareau                    | Kanada                               | 2:34:28                              |
| 16. Apr. 1979 | Bill Rodgers -3-                     | Vereinigte Staaten                   | 2:09:27                              | Joan Benoit                          | Vereinigte Staaten                   | 2:35:15                              |
| 17. Apr. 1978 | Bill Rodgers -2-                     | Vereinigte Staaten                   | 2:10:13                              | Gayle Barron                         | Vereinigte Staaten                   | 2:44:52                              |
| 18. Apr. 1977 | Jerome Drayton                       | Kanada                               | 2:14:46                              | Miki Gorman -2-                      | Vereinigte Staaten                   | 2:48:33                              |
| 19. Apr. 1976 | Jack Fultz                           | Vereinigte Staaten                   | 2:20:19                              | Kim Merritt                          | Vereinigte Staaten                   | 2:47:10                              |
| 21. Apr. 1975 | Bill Rodgers                         | Vereinigte Staaten                   | 2:09:55                              | Liane Winter                         | BR Deutschland                       | 2:42:24                              |
| 15. Apr. 1974 | Neil Cusack                          | Irland                               | 2:13:39                              | Miki Gorman                          | Vereinigte Staaten                   | 2:47:11                              |
| 16. Apr. 1973 | Jon Anderson                         | Vereinigte Staaten                   | 2:16:03                              | Jacqueline Hansen                    | Vereinigte Staaten                   | 3:05:59                              |
| 17. Apr. 1972 | Olavi Suomalainen                    | Finnland                             | 2:15:39                              | Nina Kuscsik                         | Vereinigte Staaten                   | 3:10:26                              |
| 19. Apr. 1971 | Alvaro Mejia Flores                  | Kolumbien                            | 2:18:45                              | Sara Mae Berman -3-                  | Vereinigte Staaten                   | 3:08:30                              |
| 20. Apr. 1970 | Ron Hill                             | Vereinigtes Königreich               | 2:10:30                              | Sara Mae Berman -2-                  | Vereinigte Staaten                   | 3:05:07                              |
| 21. Apr. 1969 | Yoshiaki Unetani                     | Japan                                | 2:13:49                              | Sara Mae Berman                      | Vereinigte Staaten                   | 3:22:46                              |
| 19. Apr. 1968 | Amby Burfoot                         | Vereinigte Staaten                   | 2:22:17                              | Roberta Louise Gibb -3-              | Vereinigte Staaten                   | 3:30:00                              |
| 19. Apr. 1967 | Dave McKenzie                        | Neuseeland                           | 2:15:45                              | Roberta Louise Gibb -2-              | Vereinigte Staaten                   | 3:27:17                              |
| 19. Apr. 1966 | Kenji Kimihara                       | Japan                                | 2:17:11                              | Roberta Louise Gibb                  | Vereinigte Staaten                   | 3:21:40                              |
| 19. Apr. 1965 | Morio Shigematsu                     | Japan                                | 2:16:33                              | —                                    |                                      |                                      |
| 20. Apr. 1964 | Aurèle Vandendriessche -2-           | Belgien                              | 2:19:59                              | —                                    |                                      |                                      |
| 19. Apr. 1963 | Aurèle Vandendriessche               | Belgien                              | 2:18:58                              | —                                    |                                      |                                      |
| 19. Apr. 1962 | Eino Oksanen -3-                     | Finnland                             | 2:23:48                              | —                                    |                                      |                                      |
| 19. Apr. 1961 | Eino Oksanen -2-                     | Finnland                             | 2:23:29                              | —                                    |                                      |                                      |
| 19. Apr. 1960 | Paavo Kotila                         | Finnland                             | 2:20:54                              | —                                    |                                      |                                      |
| 20. Apr. 1959 | Eino Oksanen                         | Finnland                             | 2:22:42                              | —                                    |                                      |                                      |
| 19. Apr. 1958 | Franjo Mihalić                       | Jugoslawien                          | 2:25:54                              | —                                    |                                      |                                      |
| 20. Apr. 1957 | John J. Kelley                       | Vereinigte Staaten                   | 2:20:05                              | —                                    |                                      |                                      |
| 19. Apr. 1956 | Antti Viskari                        | Finnland                             | 2:14:14                              | —                                    |                                      |                                      |
| 19. Apr. 1955 | Hideo Hamamura                       | Japan                                | 2:18:22                              | —                                    |                                      |                                      |
| 19. Apr. 1954 | Veikko Karvonen                      | Finnland                             | 2:20:39                              | —                                    |                                      |                                      |
| 20. Apr. 1953 | Keizo Yamada                         | Japan                                | 2:18:51                              | —                                    |                                      |                                      |
| 19. Apr. 1952 | Doroteo Flores                       | Guatemala                            | 2:31:53                              | —                                    |                                      |                                      |
| 19. Apr. 1951 | Shigeki Tanaka                       | Japan                                | 2:27:45                              | —                                    |                                      |                                      |
| 19. Apr. 1950 | Ham Kee-yong                         | Südkorea                             | 2:32:39                              | —                                    |                                      |                                      |
| 19. Apr. 1949 | Gösta Leandersson                    | Schweden                             | 2:31:50                              | —                                    |                                      |                                      |
| 19. Apr. 1948 | Gérard Côté -4-                      | Kanada                               | 2:31:02                              | —                                    |                                      |                                      |
| 19. Apr. 1947 | Suh Yun-bok                          | Südkorea                             | 2:25:39                              | —                                    |                                      |                                      |
| 20. Apr. 1946 | Stylianos Kyriakidis                 | Griechenland                         | 2:29:27                              | —                                    |                                      |                                      |
| 19. Apr. 1945 | Johnny Kelley -2-                    | Vereinigte Staaten                   | 2:30:40                              | —                                    |                                      |                                      |
| 19. Apr. 1944 | Gérard Côté -3-                      | Kanada                               | 2:31:51                              | —                                    |                                      |                                      |
| 18. Apr. 1943 | Gérard Côté -2-                      | Kanada                               | 2:28:26                              | —                                    |                                      |                                      |
| 19. Apr. 1942 | Joe Smith                            | Vereinigte Staaten                   | 2:26:51                              | —                                    |                                      |                                      |
| 19. Apr. 1941 | Leslie S. Pawson -3-                 | Vereinigte Staaten                   | 2:30:38                              | —                                    |                                      |                                      |
| 19. Apr. 1940 | Gérard Côté                          | Kanada                               | 2:28:28                              | —                                    |                                      |                                      |
| 19. Apr. 1939 | Ellison Brown -2-                    | Vereinigte Staaten                   | 2:28:51                              | —                                    |                                      |                                      |
| 19. Apr. 1938 | Leslie S. Pawson -2-                 | Vereinigte Staaten                   | 2:35:34                              | —                                    |                                      |                                      |
| 19. Apr. 1937 | Walter Young                         | Kanada                               | 2:33:20                              | —                                    |                                      |                                      |
| 20. Apr. 1936 | Ellison Brown                        | Vereinigte Staaten                   | 2:33:40                              | —                                    |                                      |                                      |
| 19. Apr. 1935 | Johnny Kelley                        | Vereinigte Staaten                   | 2:32:07                              | —                                    |                                      |                                      |
| 19. Apr. 1934 | Dave Komonen                         | Kanada                               | 2:32:53                              | —                                    |                                      |                                      |
| 19. Apr. 1933 | Leslie S. Pawson                     | Vereinigte Staaten                   | 2:31:01                              | —                                    |                                      |                                      |
| 19. Apr. 1932 | Paul de Bruyn                        | Deutschland                          | 2:33:36                              | —                                    |                                      |                                      |
| 20. Apr. 1931 | James Henigan                        | Vereinigte Staaten                   | 2:46:45                              | —                                    |                                      |                                      |
| 19. Apr. 1930 | Clarence DeMar -7-                   | Vereinigte Staaten                   | 2:34:48                              | —                                    |                                      |                                      |
| 19. Apr. 1929 | Johnny Miles -2-                     | Kanada                               | 2:33:08                              | —                                    |                                      |                                      |
| 19. Apr. 1928 | Clarence DeMar -6-                   | Vereinigte Staaten                   | 2:37:07                              | —                                    |                                      |                                      |
| 19. Apr. 1927 | Clarence DeMar -5-                   | Vereinigte Staaten                   | 2:40:22                              | —                                    |                                      |                                      |
| 19. Apr. 1926 | Johnny Miles                         | Kanada                               | 2:25:40                              | —                                    |                                      |                                      |
| 20. Apr. 1925 | Charles Mellor                       | Vereinigte Staaten                   | 2:33:00                              | —                                    |                                      |                                      |
| 19. Apr. 1924 | Clarence DeMar -4-                   | Vereinigte Staaten                   | 2:29:40                              | —                                    |                                      |                                      |
| 19. Apr. 1923 | Clarence DeMar -3-                   | Vereinigte Staaten                   | 2:23:47                              | —                                    |                                      |                                      |
| 19. Apr. 1922 | Clarence DeMar -2-                   | Vereinigte Staaten                   | 2:18:10                              | —                                    |                                      |                                      |
| 19. Apr. 1921 | Frank T. Zuna                        | Vereinigte Staaten                   | 2:18:57                              | —                                    |                                      |                                      |
| 19. Apr. 1920 | Peter Trivoulidas                    | Griechenland                         | 2:29:31                              | —                                    |                                      |                                      |
| 19. Apr. 1919 | Carl Linder                          | Vereinigte Staaten                   | 2:29:13                              | —                                    |                                      |                                      |
| 19. Apr. 1918 | (nur Mannschaftswertung)             |                                      |                                      | —                                    |                                      |                                      |
| 19. Apr. 1917 | Bill Kennedy                         | Vereinigte Staaten                   | 2:28:37                              | —                                    |                                      |                                      |
| 19. Apr. 1916 | Arthur V. Roth                       | Vereinigte Staaten                   | 2:27:16                              | —                                    |                                      |                                      |
| 19. Apr. 1915 | Édouard Fabre                        | Kanada                               | 2:31:41                              | —                                    |                                      |                                      |
| 20. Apr. 1914 | James Duffy                          | Kanada                               | 2:25:01                              | —                                    |                                      |                                      |
| 19. Apr. 1913 | Fritz Carlson                        | Vereinigte Staaten                   | 2:25:14                              | —                                    |                                      |                                      |
| 19. Apr. 1912 | Michael J. Ryan                      | Vereinigte Staaten                   | 2:21:18                              | —                                    |                                      |                                      |
| 19. Apr. 1911 | Clarence DeMar                       | Vereinigte Staaten                   | 2:21:39                              | —                                    |                                      |                                      |
| 19. Apr. 1910 | Fred Cameron                         | Kanada                               | 2:28:52                              | —                                    |                                      |                                      |
| 19. Apr. 1909 | Henri Renaud                         | Kanada                               | 2:53:37                              | —                                    |                                      |                                      |
| 20. Apr. 1908 | Thomas Morrissey                     | Vereinigte Staaten                   | 2:25:43                              | —                                    |                                      |                                      |
| 19. Apr. 1907 | Tom Longboat                         | Kanada                               | 2:24:24                              | —                                    |                                      |                                      |
| 19. Apr. 1906 | Tim Ford                             | Vereinigte Staaten                   | 2:45:45                              | —                                    |                                      |                                      |
| 19. Apr. 1905 | Frederick Lorz                       | Vereinigte Staaten                   | 2:38:25                              | —                                    |                                      |                                      |
| 19. Apr. 1904 | Mike Spring                          | Vereinigte Staaten                   | 2:38:04                              | —                                    |                                      |                                      |
| 20. Apr. 1903 | John C. Lorden                       | Vereinigte Staaten                   | 2:41:29                              | —                                    |                                      |                                      |
| 19. Apr. 1902 | Sammy Mellor                         | Vereinigte Staaten                   | 2:43:12                              | —                                    |                                      |                                      |
| 19. Apr. 1901 | Jack Caffery -2-                     | Kanada                               | 2:29:23                              | —                                    |                                      |                                      |
| 19. Apr. 1900 | Jack Caffery                         | Kanada                               | 2:39:44                              | —                                    |                                      |                                      |
| 19. Apr. 1899 | Lawrence Brignolia                   | Vereinigte Staaten                   | 2:54:38                              | —                                    |                                      |                                      |
| 19. Apr. 1898 | Ronald MacDonald                     | Kanada                               | 2:42:00                              | —                                    |                                      |                                      |
| 19. Apr. 1897 | John J. McDermott                    | Vereinigte Staaten                   | 2:55:10                              | —                                    |                                      |                                      |

Streckenlängen:
- 1897–1923 ca. 37 km
- 1924–1926 ca. 40 km
- 1927 exakt auf 42,2 km vermessen, durch Straßenbegradigung in den Jahren vor 1957 auf 41,1 km verringert
- 1957 erneut vermessen, seitdem 42,195 km

### Siegerliste (Rollstuhlfahrer)
| Jahr | Männer                                          | Nation                                          | Zeit                                            | Frauen                                          | Nation                                          | Zeit                                            |
| ---- | ----------------------------------------------- | ----------------------------------------------- | ----------------------------------------------- | ----------------------------------------------- | ----------------------------------------------- | ----------------------------------------------- |
| 2021 | Marcel Hug -5-                                  | Schweiz                                         | 1:18:11                                         | Manuela Schär -3-                               | Schweiz                                         | 1:35:21                                         |
| 2020 | Austragung wegen der COVID-19-Pandemie abgesagt | Austragung wegen der COVID-19-Pandemie abgesagt | Austragung wegen der COVID-19-Pandemie abgesagt | Austragung wegen der COVID-19-Pandemie abgesagt | Austragung wegen der COVID-19-Pandemie abgesagt | Austragung wegen der COVID-19-Pandemie abgesagt |
| 2019 | Daniel Romanchuk                                | Vereinigte Staaten                              | 1:21:36                                         | Manuela Schär -2-                               | Schweiz                                         | 1:34:19                                         |
| 2018 | Marcel Hug -4-                                  | Schweiz                                         | 1:46:26                                         | Tatyana McFadden -5-                            | Vereinigte Staaten                              | 2:04:39                                         |
| 2017 | Marcel Hug -3-                                  | Schweiz                                         | 1:18:04                                         | Manuela Schär                                   | Schweiz                                         | 1:28:17                                         |
| 2016 | Marcel Hug -2-                                  | Schweiz                                         | 1:24:06                                         | Tatyana McFadden -4-                            | Vereinigte Staaten                              | 1:42:16                                         |
| 2015 | Marcel Hug                                      | Schweiz                                         | 1:29:53                                         | Tatyana McFadden -3-                            | Vereinigte Staaten                              | 1:52:54                                         |
| 2014 | Ernst van Dyk -10-                              | Südafrika                                       | 1:20:36                                         | Tatyana McFadden -2-                            | Vereinigte Staaten                              | 1:35:06                                         |
| 2013 | Hiroyuki Yamamoto                               | Japan                                           | 1:24:25                                         | Tatyana McFadden                                | Vereinigte Staaten                              | 1:45:24                                         |
| 2012 | Joshua Cassidy                                  | Kanada                                          | 1:18:25                                         | Shirley Reilly                                  | Vereinigte Staaten                              | 1:37:36                                         |
| 2011 | Masazumi Soejima -2-                            | Japan                                           | 1:18:50                                         | Wakako Tsuchida -5-                             | Japan                                           | 1:34:06                                         |
| 2010 | Ernst van Dyk -9-                               | Südafrika                                       | 1:26:53                                         | Wakako Tsuchida -4-                             | Japan                                           | 1:43:32                                         |
| 2009 | Ernst van Dyk -8-                               | Südafrika                                       | 1:33:29                                         | Wakako Tsuchida -3-                             | Japan                                           | 1:54:37                                         |
| 2008 | Ernst van Dyk -7-                               | Südafrika                                       | 1:26:49                                         | Wakako Tsuchida -2-                             | Japan                                           | 1:48:32                                         |
| 2007 | Masazumi Soejima                                | Japan                                           | 1:29:16                                         | Wakako Tsuchida                                 | Japan                                           | 1:53:30                                         |
| 2006 | Ernst van Dyk -6-                               | Südafrika                                       | 1:25:29                                         | Edith Hunkeler -2-                              | Schweiz                                         | 1:43:42                                         |
| 2005 | Ernst van Dyk -5-                               | Südafrika                                       | 1:24:11                                         | Cheri Blauwet -2-                               | Vereinigte Staaten                              | 1:47:45                                         |
| 2004 | Ernst van Dyk -4-                               | Südafrika                                       | 1:18:27                                         | Cheri Blauwet                                   | Vereinigte Staaten                              | 1:39:53                                         |
| 2003 | Ernst van Dyk -3-                               | Südafrika                                       | 1:28:32                                         | Christina Ripp                                  | Vereinigte Staaten                              | 1:54:47                                         |
| 2002 | Ernst van Dyk -2-                               | Südafrika                                       | 1:23:19                                         | Edith Hunkeler                                  | Schweiz                                         | 1:45:57                                         |
| 2001 | Ernst van Dyk                                   | Südafrika                                       | 1:25:12                                         | Louise Sauvage -4-                              | Australien                                      | 1:53:54                                         |
| 2000 | Franz Nietlispach -5-                           | Schweiz                                         | 1:33:32                                         | Jean Driscoll -8-                               | Vereinigte Staaten                              | 2:00:52                                         |
| 1999 | Franz Nietlispach -4-                           | Schweiz                                         | 1:21:36                                         | Louise Sauvage -3-                              | Australien                                      | 1:42:23                                         |
| 1998 | Franz Nietlispach -3-                           | Schweiz                                         | 1:21:52                                         | Louise Sauvage -2-                              | Australien                                      | 1:41:19                                         |
| 1997 | Franz Nietlispach -2-                           | Schweiz                                         | 1:28:14                                         | Louise Sauvage                                  | Australien                                      | 1:54:28                                         |
| 1996 | Heinz Frei -2-                                  | Schweiz                                         | 1:30:14                                         | Jean Driscoll -7-                               | Vereinigte Staaten                              | 1:52:56                                         |
| 1995 | Franz Nietlispach                               | Schweiz                                         | 1:25:59                                         | Jean Driscoll -6-                               | Vereinigte Staaten                              | 1:40:42                                         |
| 1994 | Heinz Frei                                      | Schweiz                                         | 1:21:23                                         | Jean Driscoll -5-                               | Vereinigte Staaten                              | 1:34:22                                         |
| 1993 | Jim Knaub -5-                                   | Vereinigte Staaten                              | 1:22:17                                         | Jean Driscoll -4-                               | Vereinigte Staaten                              | 1:34:50                                         |
| 1992 | Jim Knaub -4-                                   | Vereinigte Staaten                              | 1:26:28                                         | Jean Driscoll -3-                               | Vereinigte Staaten                              | 1:36:52                                         |
| 1991 | Jim Knaub -3-                                   | Vereinigte Staaten                              | 1:30:44                                         | Jean Driscoll -2-                               | Vereinigte Staaten                              | 1:42:42                                         |
| 1990 | Mustapha Badid -2-                              | Frankreich                                      | 1:29:53                                         | Jean Driscoll                                   | Vereinigte Staaten                              | 1:43:17                                         |
| 1989 | Philippe Couprie                                | Frankreich                                      | 1:36:04                                         | Connie Hansen                                   | Dänemark                                        | 1:50:06                                         |
| 1988 | Mustapha Badid                                  | Frankreich                                      | 1:43:19                                         | Candace Cable-Brookes -6-                       | Vereinigte Staaten                              | 2:10:44                                         |
| 1987 | André Viger -3-                                 | Kanada                                          | 1:55:42                                         | Candace Cable-Brookes -5-                       | Vereinigte Staaten                              | 2:19:55                                         |
| 1986 | André Viger -2-                                 | Kanada                                          | 1:43:25                                         | Candace Cable-Brookes -4-                       | Vereinigte Staaten                              | 2:09:28                                         |
| 1985 | George Murray -2-                               | Vereinigte Staaten                              | 1:45:34                                         | Candace Cable-Brookes -3-                       | Vereinigte Staaten                              | 2:05:26                                         |
| 1984 | André Viger                                     | Kanada                                          | 2:05:20                                         | Sherry Ramsey -2-                               | Vereinigte Staaten                              | 2:56:51                                         |
| 1983 | Jim Knaub -2-                                   | Vereinigte Staaten                              | 1:47:10                                         | Sherry Ramsey                                   | Vereinigte Staaten                              | 2:27:07                                         |
| 1982 | Jim Knaub                                       | Vereinigte Staaten                              | 1:51:31                                         | Candace Cable-Brookes -2-                       | Vereinigte Staaten                              | 2:12:43                                         |
| 1981 | Jim Martinson                                   | Vereinigte Staaten                              | 2:00:41                                         | Candace Cable                                   | Vereinigte Staaten                              | 2:38:41                                         |
| 1980 | Curt Brinkman                                   | Vereinigte Staaten                              | 1:55:00                                         | Sharon Limpert                                  | Vereinigte Staaten                              | 2:49:04                                         |
| 1979 | Kenneth Archer                                  | Vereinigte Staaten                              | 2:38:59                                         | Sheryl Bair                                     | Vereinigte Staaten                              | 3:27:56                                         |
| 1978 | George Murray                                   | Vereinigte Staaten                              | 2:26:57                                         | Susan Shapiro                                   | Vereinigte Staaten                              | 3:52:35                                         |
| 1977 | Robert Hall -2-                                 | Vereinigte Staaten                              | 2:40:18                                         | Sharon Rahn                                     | Vereinigte Staaten                              | 3:48:51                                         |
| 1976 | —                                               |                                                 |                                                 | —                                               |                                                 |                                                 |
| 1975 | Robert Hall                                     | Vereinigte Staaten                              | 2:58:00                                         | —                                               |                                                 |                                                 |

### Siegerliste (Handbikes)
| Jahr | Männer                    | Nation             | Zeit    | Frauen                         | Nation             | Zeit    |
| ---- | ------------------------- | ------------------ | ------- | ------------------------------ | ------------------ | ------- |
| 2021 | Zachary Stinson           | Vereinigte Staaten | 1:11:53 | Wendy Larsen                   | Vereinigte Staaten | 1:37:15 |
| 2019 | Tom Davis -5-             | Vereinigte Staaten | 1:01:22 | Devann Murphy                  | Vereinigte Staaten | 2:01:02 |
| 2018 | Tom Davis -4-             | Vereinigte Staaten | 1:18:41 | Alicia Dana                    | Vereinigte Staaten | 1:40:22 |
| 2017 | Tom Davis -3-             | Vereinigte Staaten | 0:58:36 | Michelle R. Love               | Vereinigte Staaten | 2:39:05 |
| 2016 | Freddie Delosantos        | Vereinigte Staaten | 1:15:10 |                                |                    |         |
| 2015 | Tom Davis -2-             | Vereinigte Staaten | 1:17:49 | Francesca Porcellato           | Italien            | 1:34:12 |
| 2014 | Samuel Spencer            | Vereinigte Staaten | 1:18:34 | Beth J. Sanden                 | Vereinigte Staaten | 2:22:11 |
| 2013 | Tom Davis                 | Vereinigte Staaten | 1:17:59 |                                |                    |         |
| 2012 | Bill Longwell             | Vereinigte Staaten | 1:24:11 | Helene A. Hines -7-            | Vereinigte Staaten | 1:47:44 |
| 2011 | Christopher Ayres         | Vereinigte Staaten | 1:18:56 | Kelly S. Brush                 | Vereinigte Staaten | 1:55:01 |
| 2010 | Pier Jr. Triangeli        | Schweiz            | 1:28:44 | Kirstie-Louise Honeywill-Sykes | Vereinigte Staaten | 2:18:25 |
| 2009 | Arkadiusz Skrzypinski -2- | Polen              | 1:24:44 | Minda Dentler -2-              | Vereinigte Staaten | 2:13:58 |
| 2008 | Arkadiusz Skrzypinski     | Polen              | 1:24:19 | Minda J. Dentler               | Vereinigte Staaten | 2:20:53 |
| 2007 | Todd Philpott             | Vereinigte Staaten | 1:23:52 | Helene A. Hines -6-            | Vereinigte Staaten | 2:05:03 |
| 2006 | Joseph M. Dowling -2-     | Vereinigte Staaten | 1:41:46 | Helene A. Hines -5-            | Vereinigte Staaten | 2:01:48 |
| 2005 | Joseph M. Dowling         | Vereinigte Staaten | 1:49:00 | Helene A. Hines -4-            | Vereinigte Staaten | 1:53:52 |
| 2004 | Jack E. Beaulieu          | Vereinigte Staaten | 1:27:17 | Helene A. Hines -3-            | Vereinigte Staaten | 1:43:39 |
| 2003 | Ricardo V. Corral         | Vereinigte Staaten | 1:52:26 |                                |                    |         |
| 2002 | Randy W. Dowling          | Kanada             | 1:37:05 | Helene Hines -2-               | Vereinigte Staaten | 1:43:01 |
| 2001 | Joseph M. Upper           | Vereinigte Staaten | 1:41:58 | Helene Hines                   | Vereinigte Staaten | 1:48:46 |